# Усыпальницы российских государей

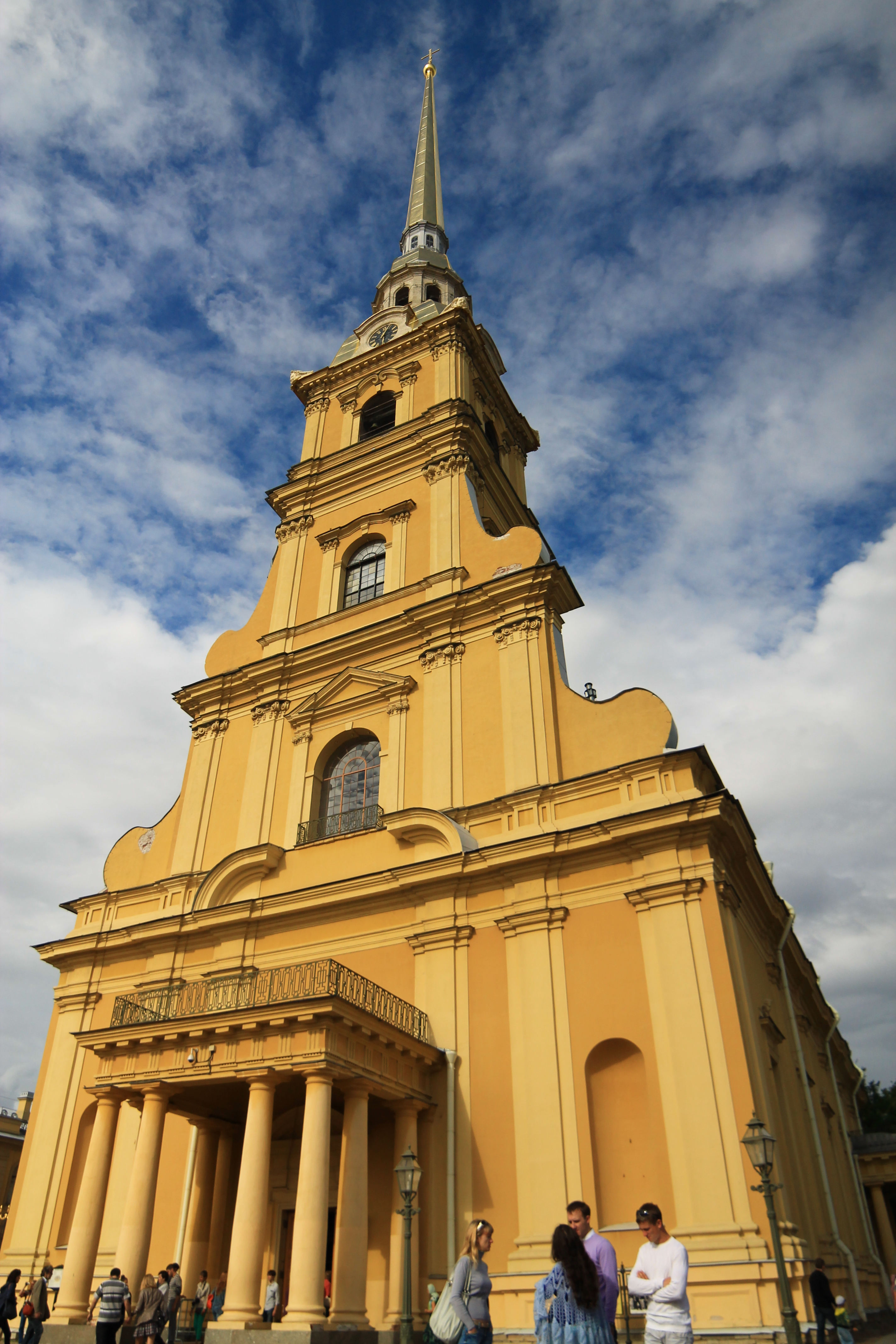
Петропавловский собор

Усыпальницы российских государей — места погребений Рюриковичей и Романовых.

## Москва
- Архангельский собор (Москва) — погребены московские князья и цари
  - Некрополь Архангельского собора
- Вознесенский монастырь (Москва) — погребены женщины из правящей семьи. Монастырь снесён большевиками, погребения перенесены в Архангельский собор
  - Некрополь Вознесенского монастыря
- Собор Спаса на Бору — несколько княжеских захоронений
  - Список похороненных в Московском Кремле#Спасо-Преображенский собор («Спаса на Бору»)
- Новодевичий монастырь — усыпальница женщин царского рода
  - Некрополь Смоленского собора Новодевичьего монастыря в Москве
- Новоспасский монастырь — усыпальница бояр Романовых, княжны Таракановой и вел. кн. Сергея Александровича
- Троице-Сергиева лавра — усыпальница Годуновых
- Часовня Спаса Преображения на Братском воинском кладбище — усыпальница великого князя Николая Николаевича и великой княгини Анастасии Николаевны

## Суздаль
- Покровский монастырь (Суздаль) — место захоронения царственных узниц-монахинь

## Петербург
- Благовещенская церковь Александро-Невской лавры
  - Список погребений и памятников в Благовещенской церкви Александро-Невской лавры
- Петропавловский собор
  - Список захороненных в Петропавловском соборе
- Великокняжеская усыпальница